# 교직겸용차
교직겸용차는 교류와 직류를 모두 사용할 수 있는 전기기관차와 전동차를 일컫는 단어이다.

## 설명
교직겸용차는 교류와 직류 구간을 모두 다닐 수 있는 장치를 구비하고 있다. 교류 구간으로 전철화된 철도는 교류의 변압기를 사용하여 운행하며 직류 구간으로 전철화된 철도는 직류의 변압기를 사용하여 운행한다. 교직겸용차는 주회로차단기(MCB)를 각각 교류나 직류에 따라서 맞게 사용할 수 있으며 주회로차단기의 세탕과 스위치로 교류 구간과 직류 구간을 모두 대응하여 운영하게 된다. 대한민국에서 교직겸용차로 운행되는 전철 차량은 한국철도공사에서 운영하는 전동차인 311000호대 전동차, 341000호대 전동차, 서울교통공사에서 운영하는 전동차인 1000호대 VVVF 전동차, 1000호대 저항제어 전동차, 4000호대 VVVF 전동차가 있다. 해외에서는 일본, 프랑스, 독일이 교직겸용인 전기기관차, 전동차가 운영된다.

## 같이 보기
- 전기기관차
- 전동차
- 기차
- 교류전용차
- 직류전용차
- 교류
- 직류
- 전기